# Thomas Burgess (évêque)
Thomas Burgess (18 novembre 1756 - 19 février 1837) est un auteur anglais, philosophe, Évêque de St David's et évêque de Salisbury, qui a une grande influence sur le développement de l'Église au pays de Galles. Il fonde le St David's College de Lampeter, est membre fondateur de la Odiham Agricultural Society, contribue à la création du Royal Veterinary College de Londres et est le premier président de la Royal Society of Literature.

## Biographie
Thomas Burgess est né à Odiham dans le Hampshire, fils cadet de William Burgess (1720/21-1787) et de sa femme Elizabeth Harding (1729/30-1797), épiciers,. Il fait ses études à la Robert May's School d'Odiham, au Winchester College et au Corpus Christi College d'Oxford (Scholar 1775, BA 1778, MA 1782). Avant d'obtenir son diplôme, il édite une réimpression de Pentalogia de John Burton et, en 1781, il publie une édition annotée de Miscellanea Critica de Richard Dawes (réimprimé, Leipzig, 1800). En 1783, il devient membre de son collège et, en 1784, il est ordonné diacre et prêtre,. En 1785, Burgess est nommé examinateur et aumônier domestique de Shute Barrington, évêque de Salisbury. À ce titre, Burgess écrit The Salisbury Spelling Book, un manuel d'introduction à l'enseignement de la lecture et de l'écriture, qui devient très populaire dans les classes d'école du dimanche à travers le pays. La première édition (1785) est rapidement suivie d'autres éditions. De 1787 à 1803, il occupe la prébende de Wilsford et Woodford dans la cathédrale de Salisbury, démissionnant lors de sa nomination comme évêque de St Davids. En 1788, Burgess publie ses Considérations sur l'abolition de l'esclavage, dans lesquelles il défend le principe de l'émancipation progressive.
Lorsque Barrington est nommé évêque de Durham en 1791, Burgess s'installe à Durham avec Barrington. De 1791 à 1825, il occupe une stalle prébendale à Durham : occupant tour à tour les 9e (1791–1792) 6e (1792–1820) et 2e (1820–1825) stalles. À Durham, il mène un travail d'évangélisation parmi les classes les plus pauvres. Un portrait à la plume des prébendiers de Durham en 1831 décrit Burgess comme « silencieux en compagnie, savant et intelligible en chaire ».
En juin 1803, son vieil ami Henry Addington, alors premier ministre, nomme Burgess évêque de Saint David's, de loin le plus grand des sièges gallois. Il occupe le siège pendant plus de vingt ans, conservant sa stalle prébendale à Durham. Burgess est "le premier évêque gallois depuis des générations à se consacrer à ses fonctions... [Il] est avec enthousiasme en faveur du clergé qui pourrait prêcher en gallois... [et] tout aussi avec enthousiasme en faveur de donner le patronage de l'église aux activités culturelles galloises. En 1804, une traduction galloise d'un catéchisme écrit par Burgess est publiée à Carmarthen. Il refuse d'introniser le clergé ignorant le gallois dans les paroisses de langue galloise. Pour éduquer le clergé gallois pour le diocèse, Burgess fonde et dote le St David's College, Lampeter (aujourd'hui le campus Lampeter de l'Université du pays de Galles Trinity Saint David). Après près de vingt ans de préparation, la première pierre du collège est posée en 1822 ; les étudiants sont admis pour la première fois le jour de la Saint-David 1827. Burgess créé également la Society for Promoting Christian Knowledge dans le diocèse et est l'un des principaux moteurs de la création des Cambrian Societies, organisateurs de l'Eisteddfod provincial. « Il se consacre avec un tel zèle à la réforme de son diocèse qu'il a marqué profondément l'histoire de l'église galloise. »[Selon qui ?].
En 1825, Burgess est nommé évêque de Salisbury, démissionnant de sa stalle à Durham. Il est le dernier évêque de Salisbury à être d'office chancelier de l'Ordre de la Jarretière. Tant à Salisbury qu'à St David's, Burgess fonde une Church Union Society pour venir en aide aux membres du clergé infirmes et en détresse. Burgess s'oppose à la fois à l'unitarisme et à l'émancipation catholique. Cette dernière politique conduit à plusieurs affrontements avec le gouvernement: le duc de Wellington lui dit avec force qu'il ferait beaucoup plus pour renforcer la foi protestante en restant dans son diocèse et en s'occupant de son troupeau qu'il ne le pourrait en bombardant le gouvernement de pamphlets politiques.
Thomas Burgess est un membre fondateur de l'Odiham Agricultural Society en 1783 et joue un rôle de premier plan dans la création du Royal Veterinary College. Il est élu membre de la Royal Society en 1807. En 1820, il est nommé premier président de la Royal Society of Literature, récemment fondée.
Le 1er octobre 1799, Burgess épouse Margery, fille de John Bright de Pontefract dans le Yorkshire, un mariage sans enfants. Il meurt le 19 février 1837 et est inhumé à Salisbury le 27 février. Sa veuve est décédée en 1842.
Burgess considère la création du Lampeter de St David comme sa grande œuvre: il laisse au Collège à sa mort sa bibliothèque personnelle de quelque 9 000 volumes, une collection de travail réunie au cours d'une vie consacrée à l'étude des classiques, de la littérature, de l'histoire, des antiquités et théologie. Sa bibliothèque reste à Lampeter, maintenant en tant que collection spéciale de l'Université du Pays de Galles Trinity St Davids : ses nombreuses annotations offrent un aperçu des préoccupations savantes et théologiques de Burgess.

## Œuvres
Sa biographie par John Scandrett Harford (2e éd, 1841) fait une liste de ses oeuvres. En plus de ceux déjà cités, on peut mentionner son Essai sur l'étude des antiquités ; Premiers principes de la connaissance chrétienne ; Réflexions sur les écrits controversés du Dr Priestley ; Emendationes in Suidam et Hesychium, et autres Lexicographos Graecos ; La Bible, et rien que la Bible, la religion de l'Église d'Angleterre.